# Sviatlana Hieorhiyeuna Tsikhanouskaya
Sviatlana Hieorhiyeuna Tsikhanouskaya (Tiếng Belarus: Святла́на Гео́ргіеўна Ціхано́ўская, họ khai sinh là Pilipchuk, Піліпчук, hay Svetlana Georgiyevna Tikhanovskaya, Tiếng Nga: Светла́на Гео́ргиевна Тихано́вская; sinh ngày 11 tháng Chín năm 1982) là một nhà hoạt động người Belarus và là ứng cử viên trong cuộc bầu cử tổng thống Belarus năm 2020. Bà thất cử trước tổng thống đương nhiệm là ông Aliaksandr Lukashenka trong một cuộc bầu cử bị cáo buộc có gian lận phiếu bầu khi ông Lukashenka có được hơn 80% số phiếu.

## Lý lịch
Trước khi trở thành ứng cử viên tổng thống, bà từng là một thông dịch viên và là một giáo viên Anh ngữ. Bà dành nhiều thời gian vào các dịp hè để tham gia một chương trình dành cho các nạn nhân là trẻ em trong vụ nổ nhà máy hạt nhân Chornobil tại thị trấn Roscrea, hạt Tipperary, Cộng hòa Ireland. Chồng của bà là Siarhei Tsikhanouski, một người sáng tạo nội dung trên Youtube và là một nhà hoạt động dân chủ tại Belarus. Hai vợ chồng nhà Tsikhanouski có hai người con, một trai và một gái.

## Sự nghiệp chính trị

### Chiến dịch bầu cử tổng thống Belarus 2020
Sau khi ông Siarhei Tsikhanouski bị chính quyền Belarus giam giữ vào ngày 29 tháng 5 năm 2020, bà Tsikhanouskaya tuyên bố sẽ tranh cử tổng thống thay cho chồng mình. Bà đăng ký ứng cử với tư cách là một ứng viên độc lập vào ngày 14 tháng 7 năm 2020. Sau khi trở thành ứng cử viên, bà đã nhận được sự ủng hộ từ các chiến dịch của ông Valiery Tsapkala và ông Viktar Babaryka - hai chính trị gia đối lập bị cấm tranh cử tổng thống (một người đang lĩnh án tù và một người đang tại ngoại). Biểu tượng của chiến dịch tranh cử của bà là hình ảnh của bà cùng với bà Maryja Kaliesnikava (giám đốc chiến dịch tranh cử của ông Babaryka) và bà Vieranika Tsapkala (vợ ông Valiery Tsapkala).
Đêm trước ngày bầu cử (8/8/2020), bà Tsikhanouskaya phải ẩn nấp tại thủ đô Minsk khi biết tin cảnh sát đã bắt giam hai nhân viên cấp cao trong chiến dịch tranh cử của bà. Bà tái xuất tại điểm bỏ phiếu vào ngày bầu cử.

#### Bị quấy rối
Trước thềm bầu cử năm 2020, tổng thống đương thời Aliaksandr Lukashenka một mực khẳng định rằng đất nước của ông vẫn chưa sẵn sàng để có một vị nữ tổng thống. Chiến dịch tranh cử của bà Tsikhanouskaya bắt đầu khi Tổ chức Ân xá Quốc tế lên án các hành vi phân biệt của nhà cầm quyền Belarus đối với các nhà hoạt động đối lập thuộc phái nữ, trong đó có hành vi đe dọa hãm hiếp và đe dọa cưỡng chế con em vào các cô nhi viện công lập. Trước những mối nguy hại ấy, bà Tsikhanouskaya đã đưa hai người con của mình ra nước ngoài để sống với bà của chúng. Bà Tsikhanouskaya liên tục bị uy hiếp trong suốt chiến dịch tranh cử bằng những cuộc gọi từ số điện thoại lạ, đe dọa rằng "Chúng tôi sẽ tống giam bà và cho con cái bà vào trại trẻ mồ côi". Tuy nhiên bà chọn kiên trì với chiến dịch tranh cử của mình, với niềm tin rằng "Nhất định phải có một biểu tượng của tự do."

#### Đường lối và mục tiêu
Bà Tsikhanouskaya cho rằng tình yêu là nguyên nhân khiến bà trở thành ứng cử viên tổng thống và ước mong đưa người chồng của mình ra khỏi tù. Bà tuyên thệ rằng sẽ phóng thích tất cả các tù nhân chính trị tại Belarus, thực hiện cải cách nền dân chủ trong nước và rời khỏi Hiệp ước Liên minh với Liên bang Nga - cái mà các nhà hoạt động đối lập cho là đang xâm phạm đến chủ quyền quốc gia của Belarus. Bà cũng cam kết sẽ làm một cuộc trưng cầu ý dân về việc khôi phục Hiến pháp Belarus năm 1994, qua đó giới hạn số nhiệm kỳ mà một tổng thống được đắc cử là không quá hai nhiệm kỳ. Bà tuyên bố rằng mục tiêu chủ chốt của bà là hình thành những cuộc bầu cử tự do và công bằng. Theo bà Tsikhanouskaya, kết quả cuộc bầu cử ngày 9 tháng 8 năm 2020 là không hợp lệ vì chính phủ đã ngăn chặn việc đăng ký ứng cử đối với các chính khách là đối thủ chính trị của tổng thống đương thời Lukashenka. Bà cam kết rằng trong vòng sáu tháng sau khi nhậm chức, một kế hoạch bầu cử minh bạch và rạch ròi sẽ được chính phủ của bà đưa ra.
Các đường lối về kinh tế của bà chú trọng vào việc gia tăng tầm quan trọng của các doanh nghiệp vừa và nhỏ trong nền kinh tế Belarus. Bà có ý định cung cấp cho các doanh nghiệp vừa và nhỏ các khoản vay không lãi suất, loại bỏ việc thanh tra các doanh nghiệp tư nhân và tạo môi trường pháp lý để bảo vệ quyền lợi cho các nhà đầu tư nước ngoài. Bà Tsikhanouskaya dự định cho phép các công ty, xí nghiệp quốc doanh được duy trì hoạt động nếu tạo ra lợi nhuận tốt, đồng thời yêu cầu các doanh nghiệp quốc doanh hoạt động kém hiệu quả tìm kiếm sự trợ giúp từ các chuyên gia bên ngoài doanh nghiệp.

#### Lực lượng ủng hộ

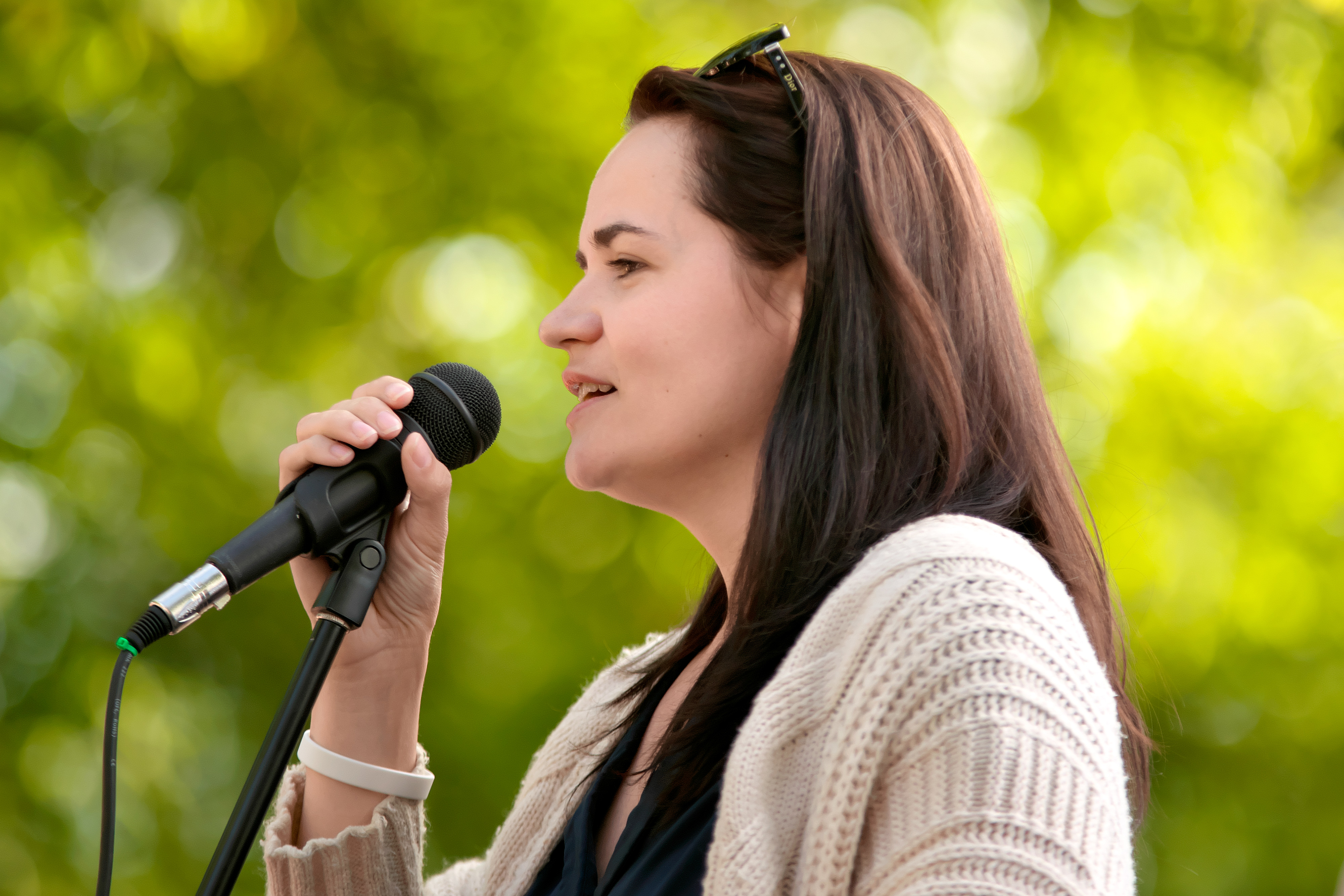
Bà Tsikhanouskaya tham gia mít tinh tại thành phố Vitsiebsk, ngày 24 tháng 7 năm 2020.

Mặc dù bà Tsikhanouskaya tranh cử với tư cách ứng cử viên độc lập, bà được nhiều nhân vật phe đối lập với tổng thống Lukashenka từ cánh tả tới cánh hữu bày tỏ sự ủng hộ. Một trong các lãnh đạo đảng Dân chủ Công giáo Belarus (trung hữu), ông Vital Rymasheuski, đã tuyên bố rằng đảng của ông ủng hộ chiến dịch tranh cử của bà Tsikhanouskaya, và các đảng như đảng Dân chủ Xã hội Belarus (trung tả), đảng Công dân Liên hiệp (trung hữu), đảng Phụ nữ Belarus "Nadzieja" (trung hữu) cũng bày tỏ điều tương tự. Bà còn nhận được sự ủng hộ từ Mikola Statkievich, một cựu ứng cử viên tổng thống tranh cử vào năm 2010. Cùng với đó bà Ivonka Survila, chủ tịch Rada CHDC Belarus, cũng bày tỏ sự ủng hộ đối với chiến dịch của bà Tsikhanouskaya.
Các cuộc mít tinh bày tỏ thái độ ủng hộ bà Tsikhanouskaya và phản đối chính quyền của tổng thống Lukashenka có quy mô lớn nhất trong lịch sử Belarus hậu Xô-viết, tính tới ngày nay, với quy mô hơn 20,000 người tại Brest và hơn 60000 tại thủ đô Minsk.

#### Kết quả chính thức
Theo Ủy ban Bầu cử trung ương Belarus công bố, bà Tsikhanouskaya nhận được 588,622 phiếu bầu (10.12% số phiếu bầu), còn ông Lukashenka nhận được 80.10% số phiếu bầu. Tuy nhiên sau đó nhiều cáo buộc gian lận bầu cử trên diện rộng nổi lên, trong đó bao gồm cả lá đơn khiếu nại lên Ủy ban Bầu cử trung ương của bà Tsikhanouskaya.

### Hậu bầu cử

#### Lưu vong

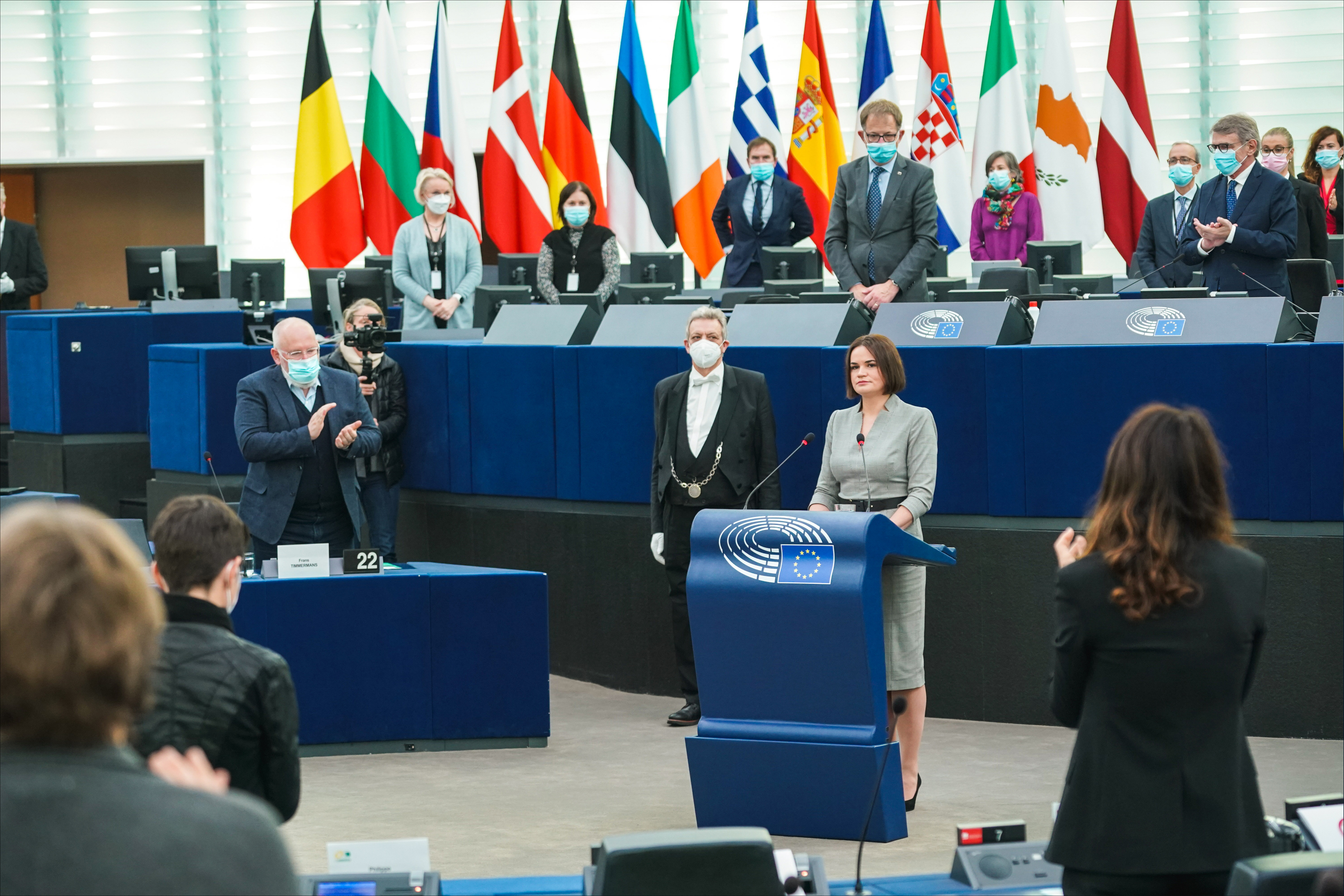
Bà Tsikhanouskaya phát biểu trước các thành viên Nghị viện Châu Âu (11-2021)

Sau khi truyền hình nhà nước đưa tin về chiến thắng áp đảo của tổng thống Lukashenka, bà Tsikhanouskaya cho biết bà không tin tưởng vào kết quả này, "Tôi tin vào mắt mình, và tôi biết rằng đa số các cử tri ủng hộ tôi." Vào ngay đêm bầu cử ngày 9/8/2020, bà nộp một lá đơn khiếu nại về Ủy ban Bầu cử Trung ương Belarus, tuy nhiên sau đó bà đã bị nhà cầm quyền trả thù bằng cách bắt tạm giam bà trong vòng bảy giờ đồng hồ. Những ngày sau khi được thả ra, bà quyết định chạy trốn đến Cộng hòa Litva vì sợ sẽ ảnh hưởng tới con cái của bà về sau này. Được biết, theo một giao kèo với Lực lượng Bảo an Belarus nhằm phóng thích bà Maryja Maroz, giám đốc chiến dịch tranh cử của bà Tsikhanouskaya, bà đã được hộ tống tới biên giới Litva bởi lực lượng này.

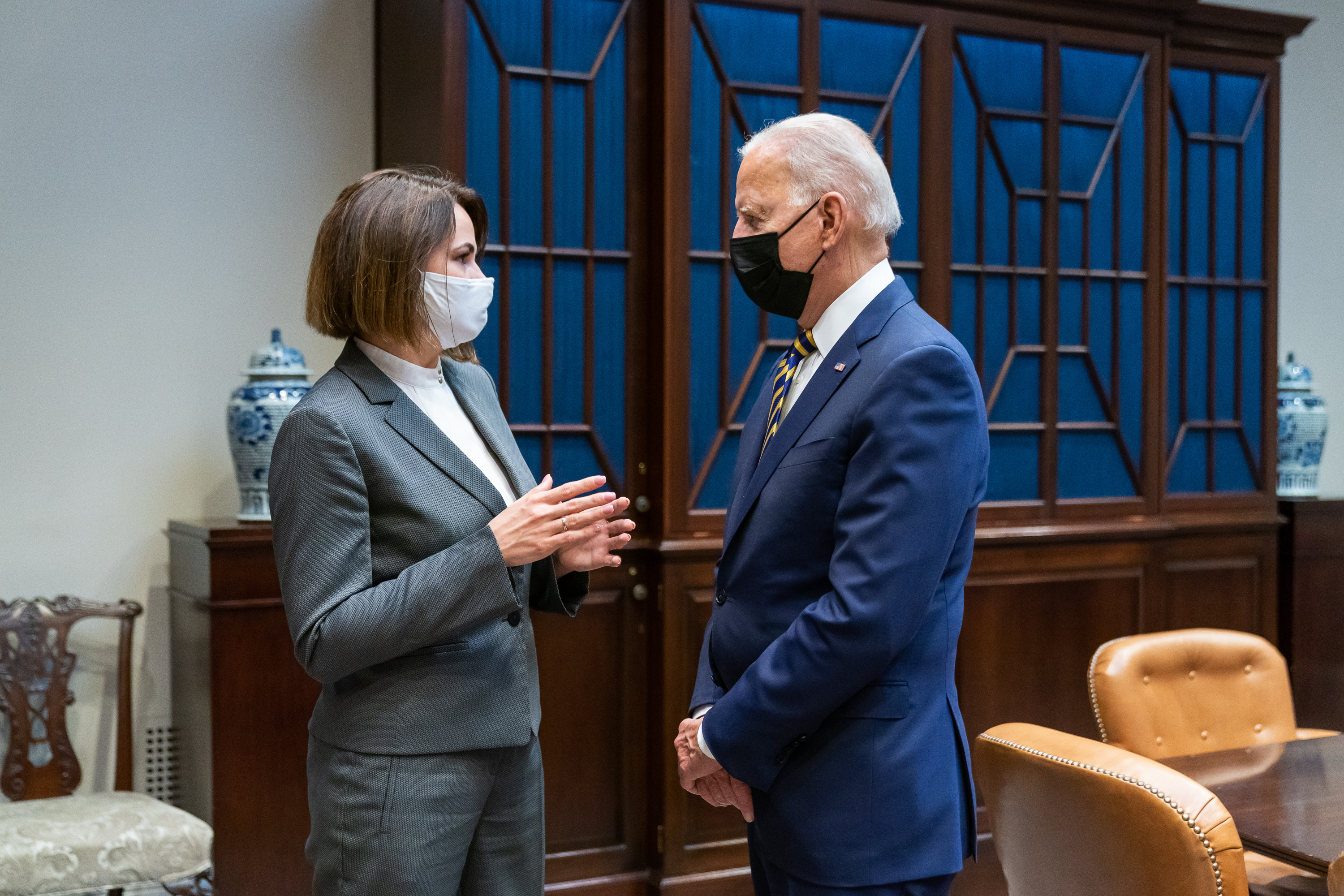
Bà Tsikhanouskaya cùng với Tổng thống Joe Biden tại Nhà Trắng (07/2021)

Vào ngày 11/08/2020, Bộ trưởng Bộ Ngoại giao Litva - ông Linas Linkevičius thông tin rằng bà Tsikhanouskaya đã tới Litva một cách "an toàn" trong khi cho biết bà có thể đã chạy trốn đến một nước láng giềng khác. Cùng ngày, Ủy ban An ninh Cộng hòa Belarus tuyên bố rằng bà đã bị sát hại và cho biết thêm rằng những người biểu tình phản đối tổng thống Lukashenka cần một sự "hy sinh cao cả". Vào tối ngày 11/08, truyền hình trực tiếp tại Belarus đã chiếu một đoạn clip cho thấy bà Tsikhanouskaya đã công nhận thất bại trong cuộc bầu cử và yêu cầu các cuộc biểu tình sớm chấm dứt. Tuy vậy, sự thay đổi đột ngột trong thái độ và nội dung lời nhắn đã khiến cho các đồng minh của bà nhận ra tính chất cưỡng ép của đoạn clip. Một số người còn so sánh đoạn clip trên với một đoạn video từ một con tin.
Chính quyền Ba Lan đã sắp xếp nơi ở cho bà Tsikhanouskaya cùng với một số nhân vật bất đồng chính kiến khác tại quận Praga-Południe, thủ đô Warszawa. Bà khai trương căn nhà do chính quyền Ba Lan cấp cùng với Mái ấm Belarus tại Warszawa trong một chuyến thăm tới thủ đô nước này để gặp gỡ với thủ tướng Ba Lan Mateusz Morawiecki. Vieranika Tsapkala, một nhà hoạt động đối lập thân cận với bà, cũng đã dời nơi ở từ Ba Lan về Ucraina.
Ngày 20/07/2021, bà Tsikhanouskaya cho biết bà đã yêu cầu các quan chức trong chính phủ của Tổng thống Biden áp đặt thêm các lệnh trừng phạt nặng nề hơn đói với các công ty bồ tạt (kali cacbonat), dầu mỏ, gỗ và thép của Belarus trong một chuyến thăm tới thủ đô Washington, D.C., Hoa Kỳ.
Thành lập Hồi đồng Điều phối
14/08/2020: Bà Tsikhanouskaya đăng tải một video, tuyên bố rằng bà đã chiến thắng đối thủ của mình là Tổng thống Lukashenka trong vòng bầu cử thứ nhất với tỷ lệ phiếu bầu áp đảo (60% tới 70%) và kêu gọi cộng đồng quốc tế công nhận bà là Tổng thống đắc cử. Bà cũng tuyên bố thành lập Hội đồng Điều phối để đảm đương quá trình chuyển giao quyền lực từ ông Lukashenka. Bất cứ công dân Belarus nào công nhận rằng kết quả của cuộc bầu cử đã bị làm sai lệch và những người có tiếng nói trong quần chúng như y bác sĩ, giáo viên, chủ doanh nghiệp, nhà văn hay vận động viên thể thao đều có thể làm đơn gia nhập Hội đồng Điều phối.
17/08/2020: Bà đăng tải một video cho biết bà đã sẵn sàng để lãnh đạo một chính phủ lâm thời và lên kế hoạch để sắp đặt một cuộc bầu cử mới, tự do và công bằng hơn.
20/08/2020: Thủ tướng Cộng hòa Litva Saulius Skvernelis đón tiếp bà Tsikhanouskaya tại văn phòng và công khai gọi bà là "lãnh tụ của Belarus".
31/08/2020: Bà được mời phát biểu tại Hội đồng Bảo an Liên hợp quốc.
08/09/2020: Bà có một bài phát biểu trước Hội đồng Nghị viện của Ủy hội châu Âu. Trong bài phát biểu, bà đã kêu gọi nhiều lệnh trừng phạt áp đặt lên Tổng thống Lukashenka và tuyên bố rằng ông Lukashenka không có tư cách để đảm nhiệm vị trí tổng thống, cũng như cảnh báo các nước khác không thỏa thuận hay đàm phán với chính quyền Belarus đương thời. "Ông Lukashenka không còn là người đại diện hợp pháp của Belarus", bà nói trong bài phát biểu.
09/09/2020: Bà cho biết phe đối lập Belarus muốn có mối quan hệ hữu nghị với tất cả các nước trên thế giới, kể cả Liên bang Nga. Bà nói: "Chúng ta không thể quay lưng lại với Liên bang Nga vì họ sẽ luôn là nước láng giềng của Belarus, và chúng ta cần phải có mối quan hệ tốt đẹp với họ."
10/09/2020: Quốc hội Litva đã thông qua một nghị quyết công nhận bà Tsikhanouskaya là "lãnh tụ Belarus do nhân dân bầu" và công nhận Hội đồng điều phối là "đại diện hợp pháp duy nhất của nhân dân Belarus". Nghị quyết trên cũng tuyên bố Tổng thống Lukashenka là  "người cầm quyền bất hợp pháp".
17/09/2020, Nghị viện Châu Âu công nhận Hội đồng Điều phối là "tổ chức đại diện lâm thời của nhân dân đòi hỏi tiến bộ về dân chủ" tại Belarus. Cùng ngày, bà Tsikhanouskaya công khai danh sách đen có tên một số quan chức trong Lực lượng cảnh sát đặc nhiệm AMAP, hay còn gọi là "Danh sách Taraikouski" - đặt theo tên của Aliaksandr Taraikouski, một người biểu tình bị lực lượng đặc nhiệm sát hại trong một cuộc biểu tình.

#### Văn phòng của bà Tsikhanouskaya
Văn phòng của bà Tsikhanouskaya tiếp tục làm việc và hoạt động tại nước ngoài. Hiện nay giúp việc cho bà gồm có:
Ông Aliaksandr Dabravolski, Vụ trưởng Vụ Chính sách đối nội, Cố vấn cho bà Tsikhanouskaya.
Bà Anastasiya Rahatko, Vụ trưởng Vụ Liên lạc.
Bà Hanna Krasulina, Thư ký Báo chí.
Bà Anastasiya Kastsiuhova, phụ trách Truyền thông Chiến lược.
Bà Yana Paliashchuk, phụ trách Truyền thông quốc tế.
Bà Aliaksandra Lohvinava, Vụ trưởng Vụ Tuyên truyền và Tiếp nhận ý kiến.
Bà Alina Hierashchanka, Điều phối viên chương trình Tình nguyện viên.
Ông Franak Viachorka, Vụ trưởng Vụ Chính sách đối ngoại, Cố vấn cấp cao cho bà Tsikhanouskaya.
Ông Dzianis Kuchynski, nhân viên ngoại giao cấp cao.
Ông Aliaksandr Shlyk, Đại biểu đặc trách về vấn đề bầu cử.
Ông Valier Kavalieuski, Chủ tịch Hội đồng đại biểu, Đại biểu đặc trách về vấn đề đối ngoại.
Bà Tatstsiana Shchyttsova, Đại biểu phụ trách Giáo dục và Khoa học.
Ông Alies Aliachnovich, Đại biểu phụ trách Cải cách kinh tế.
Bà Krystsina Rykhter, quyền Đại biểu phụ trách về vấn đề Pháp lý.
Ông Anatoli Liabiedzka, Đại biểu phụ trách Sửa đổi Hiến pháp và Hợp tác Nghị viện.
Bà Alana Hiebremaryjam (hiện đang bị giam giữ), Đại biểu phụ trách vấn đề về Trẻ em và Học sinh - sinh viên.

### Hoạt động sau bầu cử